# انجليكا سينغلتون فان بورين
انجليكا سينغلتون فان بورين (بالإنجليزية: Angelica Singleton Van Buren) (و. 1818 – 1877 م) هي سياسية من الولايات المتحدة الأمريكية .
تولت منصب السيدة الأولى للولايات المتحدة .